# فدراسیون دو و میدانی روسیه
فدراسیون دو و میدانی روسیه (روسی: Всероссийская федерация лёгкой атлетики, ВФЛА) سازمان اداره کننده ورزش دو و میدانی در کشور روسیه است.
این فدراسیون که در سال ۱۹۱۱ تأسیس شده مقر آن در شهر مسکو قرار دارد.